# (22041) 1999 XK192
(22041) 1999 XK192 è un asteroide troiano di Giove del campo greco. Scoperto nel 1999, presenta un'orbita caratterizzata da un semiasse maggiore pari a 5,161184 UA e da un'eccentricità di 0,056768, inclinata di 10,175236° rispetto all'eclittica. Ha un diametro di 21,644 km e un'albedo di 0,072.